# 황토 (영화)
"황토"는 1975년에 개봉한 대한민국의 영화이다.

## 캐스팅
- 김지미
- 이순재
- 박근형
- 서희
- 이승용
- 이영호
- 주증녀
- 양광남
- 이치우
- 고설봉
- 이기홍
- 최성관
- 지방열
- 노강
- 장인환
- 성명순
- 윤창우
- 문인석
- 노영국
- 박윤배
- 고병욱
- 이운우
- 윤동린
- 스탠리디 김 (우정출연)
- 섹 그로리아 (우정출연)